# Tortula barbuloides
Tortula barbuloides là một loài rêu trong họ Pottiaceae. Loài này được (Brid.) Mitt. mô tả khoa học đầu tiên năm 1870.